# Ostrý (Kralovická pahorkatina)
Ostrý je zalesněný vrch nacházející se v západní části CHKO Křivoklátsko v povodí říčky Javornice asi 3 kilometry západně od městyse Slabce. Většina hory včetně vrcholu leží v okrese Rakovník, jihozápadní svah až do nadmořské výšky 430 metrů se nachází okrese Plzeň-sever. Jedná se o horu pokrytou převážně listnatým lesem. Ze skalních výchozů na vrcholku hory je pěkný výhled do malebného údolí říčky Javornice. Naproti přes údolí Javornice lze také velmi dobře spatřit blízký vrch Hradiště u Slatiny zvaný též Deliba.